# Moses Hacmon
Moses Hacmon (hebr. ‏משה חכמון‎; ur. 29 października 1977 w Tel Awiwie) – izraelski fotograf i architekt, mąż amerykańskiej youtuberki, Trishy Paytas.

## Życiorys
Studiował kinematografię i sztuki piękne na izraelskiej uczelni, Avni Institute of Art, później uczęszczał na Technion. W 2006 uzyskał licencjat z architektury, z wyróżnieniem, z Southern California Institute of Architecture.
W 2013 Hacmon stworzył swój pierwszy projekt, Faces of Water. Był to debiut jego techniki, która oddaje niewidzialne formy wody.

## Życie prywatne
Ojciec Hacmona jest pochodzenia libijsko-żydowskiego, a matka ma korzenie turecko-żydowskie, aszkenazyjskie, włoskie i hiszpańskie. Ma siostrę, Hilę, która jest artystką i youtuberką.
Hacmon przeniósł się do Stanów Zjednoczonych w 2002. W grudniu 2021 ożenił się z youtuberką, Trishą Paytas, z którą ma córkę, Malibu Barbie Paytas-Hacmon (ur. 14 września 2022).